# 計画的陳腐化
計画的陳腐化（けいかくてきちんぷか、英語: Planned obsolescence）（意図的陳腐化や早すぎる陳腐化とも呼ばれる）とは、製品の寿命を人為的に短縮する仕組みを製造段階で組み込んだり、短期間に新製品を市場に投入することで、旧製品が陳腐化するように計画し、新製品の購買意欲を上げるマーケティング手法のこと。1920年代に、ゼネラル・モーターズ(GM)の礎を築いたアルフレッド・スローンが始めたビジネスモデル。
しかし2000年代に入り、高性能で長く使えるものが結果的には得だとする考えが消費者間に広まり、計画的陳腐化の手法を最初に導入したGMの破綻や、アップルのiPhone（3GS）やマックの新製品などに代表されるように、メーカーの間にも短期間で大きなモデルチェンジをしない方が得策との認識が広がるとともに、地球温暖化問題を背景とした環境重視という流れも加わり、計画的陳腐化の手法はもはや時代遅れとなっている、という声が高まっている。

## 概要
製品寿命を人為的に制限したり、わざと脆弱な設計にすることで、ある一定の期間後に製品が陳腐化するように方針を立てたり設計したりするという概念である。その期間を過ぎると、製品は徐々に機能しなくなったり、突然機能しなくなったり、あるいはファッション的に時代遅れと見なされるかもしれない。この戦略の背後にある理論的根拠は、買い替えサイクルを短縮することで長期的な販売量を増やすことである。また、これは製品の寿命を意図的に短くして、人々に機能的な代替品を購入させるものである。
計画的陳腐化は、生産者が少なくとも寡占状態にある場合に最もうまくいく傾向がある。計画的陳腐化を導入する前に、生産者は、顧客がブランド・ロイヤルティの形で少なくともある程度の確率で代替品を自社から購入する可能性があることを知っておく必要がある。この計画的陳腐化の場合、製品がどのくらいの期間もつように設計されたかを知っている生産者と、それを知らない顧客との間には、情報の非対称性がある。市場がより競争的になると、製品の寿命は長くなる傾向にある。例えば、1960年代と1970年代に寿命の長い日本車がアメリカ市場に参入した際、アメリカの自動車メーカーはより耐久性の高い製品を作ることで対応せざるを得なくなった。

## 歴史

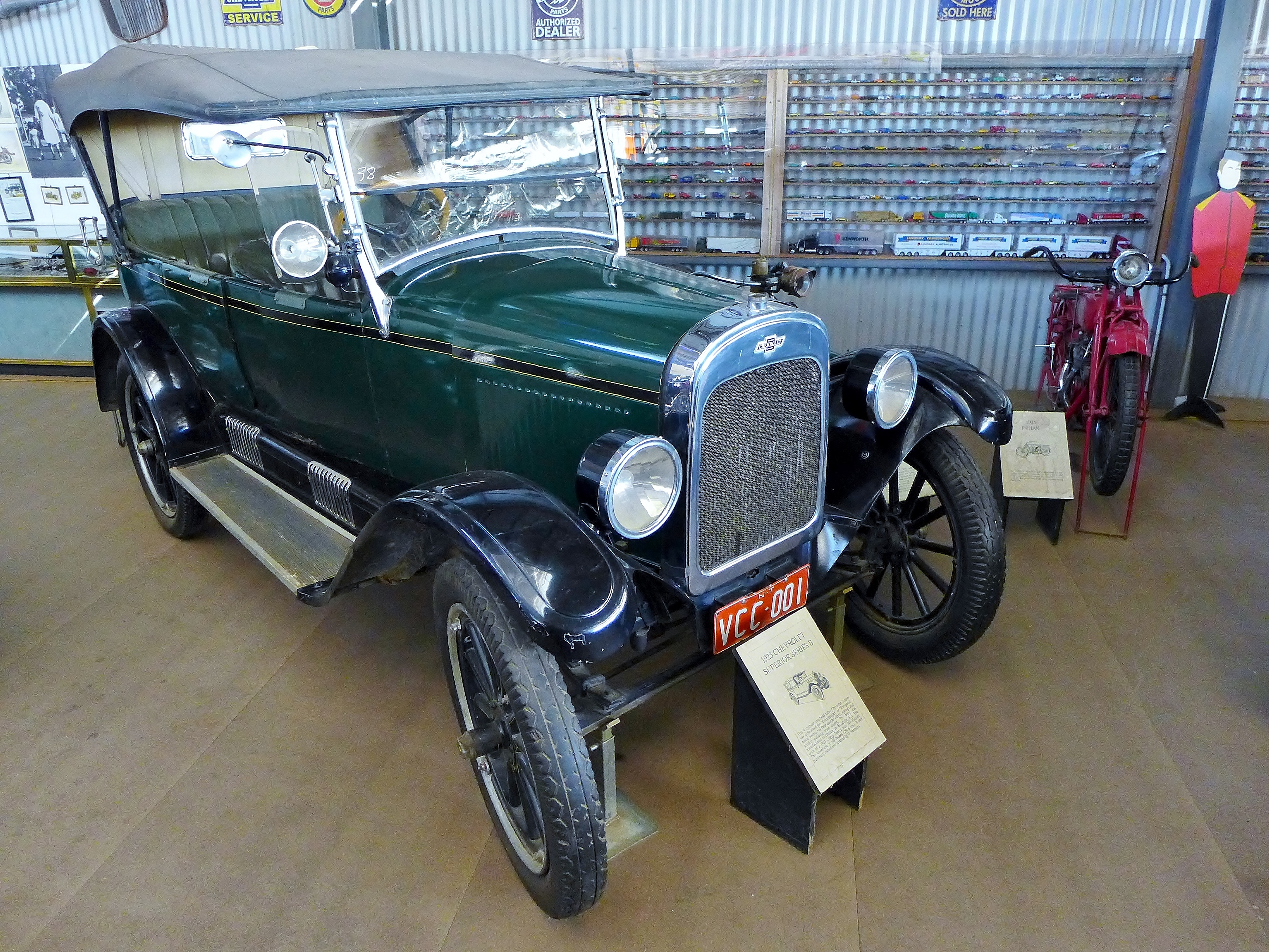
1923年のシボレーは、年1回モデルチェンジを行う形態を示したが、これが計画的陳腐化の発祥と言われている。1923年型シボレーは、本質的には9年前の技術を新しいボディで覆っただけのものであるため、自動車業界で毎年のフェイスリフトの最も初期の例の1つとされている

### 発祥
1920年代に生まれたビジネスモデルで、フォードが単一モデルを大量生産するビジネスモデルだったのに対し、GMの礎を築いたアルフレッド・スローンは、部品メーカーなど裾野産業を巻き込んで年1回モデルチェンジを行う形態を示したが、これが当時のアメリカ国民の生活の多様化と合致。モデルチェンジに割賦販売、中古車の下取りなどを組み合わせたビジネスモデルを構築し、現在まで続いた。この手法は、多くの業種に採用され、短期間のモデルチェンジには、技術革新を速やかに製品に反映させるメリットもあった。

### ゼネラルモーターズの手法
1924年、アメリカの自動車市場は飽和点に達し始めた。販売台数を維持するために、ゼネラルモーターズの幹部アルフレッド・P・スローン・ジュニアは、毎年モデルイヤーのデザインを変更して、車の所有者に新しい買い替え車を購入させることを提案した。デザインはハーリー・アール率いるアート＆カラーセクションが主導した。スローンのコンセプトは自転車業界から借用したものだったが、その起源はしばしば誤ってスローンに帰されていた。スローンはしばしば動的陳腐化という言葉を使ったが、批評家たちは彼の戦略を計画的陳腐化と名付けた。
この戦略は自動車産業、プロダクトデザイン分野、そして最終的にはアメリカ経済全体に広範な影響を与えた。中小企業は毎年のデザイン変更のペースとコストについていくことができなかった。ヘンリー・フォードは、シンプルさ、規模の経済、設計の完全性という技術者の考え方に固執していたため、毎年のモデルチェンジには賛同しなかった。GMはフォードの販売台数を1931年に追い抜き、その後、業界の支配的な企業になった。頻繁なデザイン変更により、ヨーロッパの自動車メーカーが多用していた軽量だが変更が容易でないユニボディではなく、ボディオンフレーム構造を使う必要も生じた。

### 言葉の起源
計画的陳腐化という言葉の起源は、少なくとも1932年のバーナード・ロンドンのパンフレット『計画的陳腐化による不況の終焉(Ending the Depression Through Planned Obsolescence)』にまで遡る。ロンドンの計画の本質は、政府が個人用アイテムに法的な陳腐化を課すことで、購買を刺激し永続させるというものだった。しかし、この言葉が最初に普及したのは1954年、アメリカの工業デザイナーブルックス・スティーブンスによってである。スティーブンスは1954年にミネアポリスの広告会議で講演する予定だった。深く考えずに、この言葉を講演のタイトルに使ったのである。それ以来、「計画的陳腐化」はスティーブンスのキャッチフレーズになった。彼の定義では、計画的陳腐化とは「必要以上に少し新しく、少し良く、少し早く何かを所有したいという欲求を買い手に植え付けること」だった。
この言葉はすぐに他の人々に取り上げられたが、スティーブンスの定義には異論もあった。1950年代後半までに、計画的陳腐化は、壊れやすいように設計されたり、すぐに流行遅れになるように設計された製品を指す言葉として一般的に使われるようになった。実際、このコンセプトは非常に広く認識されていたため、1959年にフォルクスワーゲンは広告キャンペーンでそれを揶揄した。フォルクスワーゲンは、自動車メーカーの間で計画的陳腐化が広く使われていることを認めつつ、自社を代替案として売り込んだ。「我々は計画的陳腐化を信じていない」と広告は示唆していた。「我々は変化のために車を変えたりしない」。ドイル・デイン・バーンバックによる有名なフォルクスワーゲンの広告キャンペーンでは、ある広告はほとんど白紙のページに「1962年型フォルクスワーゲンを見せる意味はない。まだ同じように見えるから」というストラップラインを載せていた。
1960年、文化評論家のヴァンス・パッカードは、「私たちを浪費的で借金まみれの、永遠に不満を抱えた個人にしようとするビジネスの体系的な試み」を暴露するものとして宣伝された『ウェイストメーカーズ』を出版した。パッカードは計画的陳腐化を2つのサブカテゴリーに分けた。すなわち、望ましさの陳腐化と機能の陳腐化である。

「望ましさの陳腐化」は「心理的陳腐化」とも呼ばれ、所有者の心の中で製品を消耗させようとするマーケターの試みを指していた。パッカードは、工業デザイナーのジョージ・ネルソンの次のような言葉を引用している。
デザインとは......変化を通じて貢献しようとする試みである。貢献ができない、あるいはできない場合、変化の錯覚を与えるために利用できる唯一のプロセスが「スタイリング」なのだ！

## 種類

### 寿命の短命化
製品の本来の寿命より、短い寿命になるように設計する。寿命の短い製品を製造すること自体は違法ではないため、会社が自由に短い寿命に設計できる。しかしながら単純に部品の質を下げるのはただの粗悪品製造であるため、製品の一番短命な部品に合わせ、他の部品の設計寿命を揃えて製造するのがほとんどである。

### 修理を難しくした陳腐化

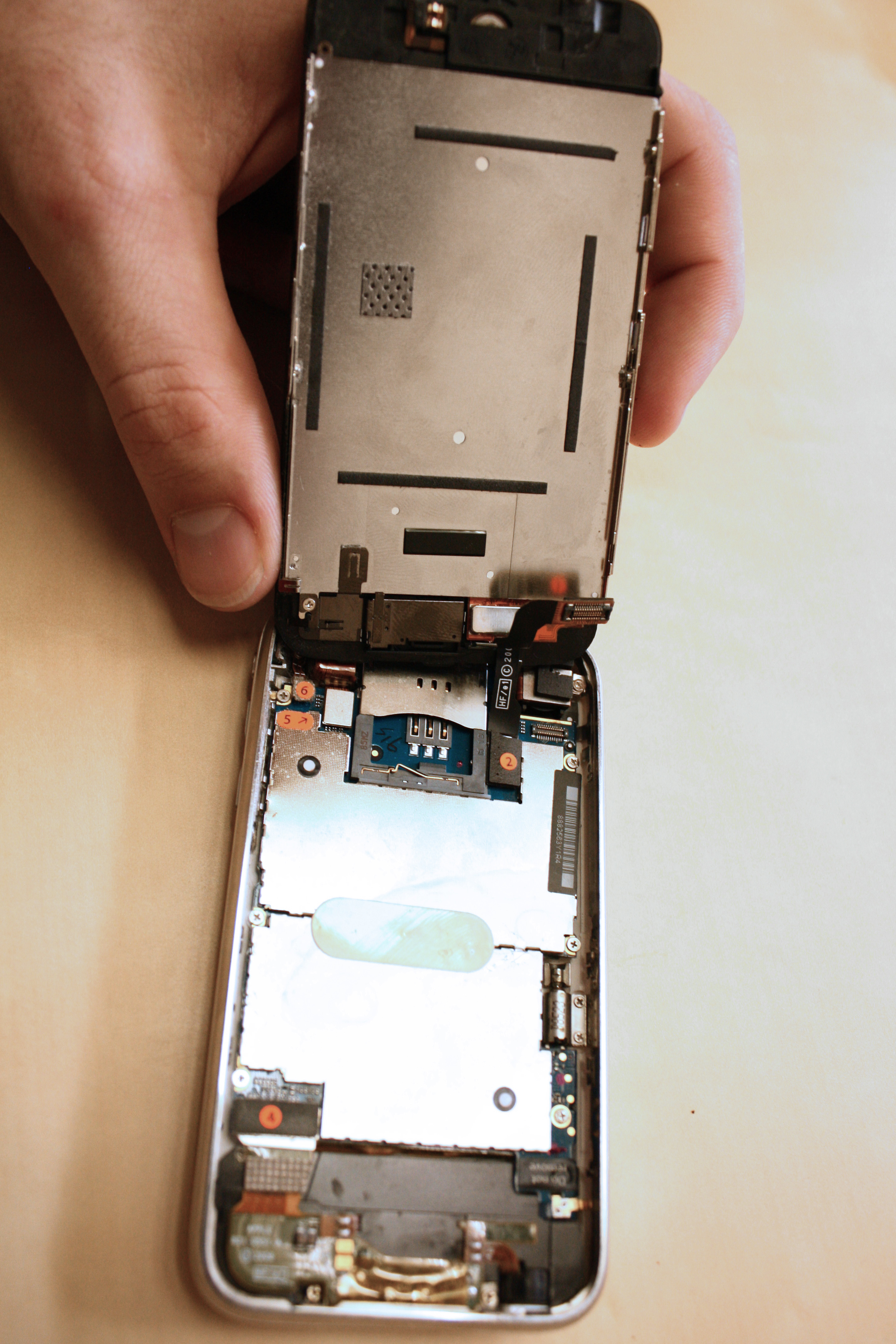
iPhoneやiPadやMacBookなどのアップルのデバイスはユーザーにとって修理が難しい。

高額な修理費用で利益が出るように設計する。

### システムを陳腐化
新しい機種を、従来の機種で使われていたパーツやツールでは治せないようにする。Appleの新型MacBookでは、従来のMacBookのパーツやツールで修理できないように、修理が以前より難しくなるよう改変されている。

### 新しいモデルを発表
マイナーアップグレードの新しいモデルを次々と発表して、新しい機種に乗り換えさせる手法。

### プログラムされた陳腐化
決められた回数や期間使用後や、バージョンアップデート後、使えなくする、もしくは質を下げる。ヒューレット・パッカードやサムスンのプリンターでは、ユーザーがインクカートリッジを決められた回数だけ使用後、エラーを表示させ使えなくしていた。
2017年12月、米アップル（Apple）のバッテリー関連の問題が報じられたことをきっかけに、同社がiPhoneの速度を意図的に下げることによって新機種への買い替えを不正に促しているのではないかとの疑惑が浮上。同社に対してはユーザーからの怒りの声が相次ぎ、複数の訴訟にも発展した。2017年12月28日、同社のスマートフォン「iPhone（アイフォーン）」旧機種（iPhone 6、7、SEなど）の稼働速度を意図的に下げていたことについて謝罪し、一部端末を対象に割引価格でのバッテリー交換を提供すると発表した
。
2018年1月、バッテリーが劣化したiPhoneのCPU性能を、アップルが意図的に制限していたことを受け、フランス当局による捜査が開始されたと、Bloombergなど複数の海外メディアが報じた。2017年12月27日、フランスの消費者団体HOP（Halte à l’Obsolescence Programmée）が訴訟を起こしており、それを受けてフランスのパリ検察も1月5日より捜査を開始した。フランスでは製品の計画的陳腐化（旧式化）は違法とされており、最大で2年の懲役、30万ユーロ（約4,000万円）や1年間の売り上げの5％が罰金として課せられる。HOPはエプソンなどのプリンターメーカーも計画的陳腐化で訴えた。

### シュリンクフレーション
シュリンクフレーション、または、実質値上げ、隠れ値上げ、ステルス値上げとは、政府の増税や製造コスト等の要因により、パッケージや小売りされる商品の価格は変えないまま、内容量・数量をシュリンク（収縮）、少なくする手法。

## 変種
計画的陳腐化にはいくつかの変種がある。それらは重大度が増す順に以下の通りである。

### 知覚的陳腐化
望ましさの陳腐化、あるいはスタイル的陳腐化は、デザイナーが製品のスタイリングを変更することで、流行に敏感な顧客が最新のスタイルを購入するようになることを指す。
多くの製品は、機能的な理由よりも美的な理由で主に望ましいものとなっている。そのような製品の例は衣類である。そのような製品は、「ファッションサイクル」と呼ばれる望ましさのサイクルを経験する。新しい美的感覚を絶えず導入し、古いデザインを再ターゲットしたり中止したりすることで、メーカーは「ファッションサイクルに乗る」ことができ、元の製品が完全に機能し続けているにもかかわらず、絶え間ない販売を可能にしている。スニーカーはこれが普及しているファッション業界の人気商品であり、ナイキのエアマックスラインのランニングシューズは、1つのモデルが何年も製造されているが、数ヶ月ごとにカラーや素材の組み合わせ（「カラーウェイ」）が変更されたり、異なる市場で異なるカラーウェイが提供されたりしている好例である。これは、製品が基本的に同じままであっても、常に需要があることを保証するという副作用がある。
自動車のプラットフォームは、通常、顧客の需要を費用対効果の高い方法で高めるために、工学的な変更ではなく、化粧的な変更を行う「フェイスリフト」と呼ばれる中間段階を経る。この結果を達成するための最もシンプルな方法は、新しい塗装色を提供することである。
より限定的な範囲では、これは一部の個人用電子製品にも当てはまる。メーカーは定期的にわずかに更新された製品をリリースし、それらのステータスシンボルとしての価値を強調する。技術製品の中で最も注目すべき例はAppleの製品である。反復的な「S」世代のiPhone（例：iPhone 6Sの「ローズゴールド」）で導入された新しいカラーウェイは、人々をアップグレードに誘惑し、見た目が全く同じiPhoneを前年のモデルと区別する。
一部のスマートフォンメーカーは、典型的な1年サイクルと比較して、5〜6ヶ月ごとにわずかに更新されたモデルをリリースしており、1年前の端末が最大2世代前のものになっているという認識につながっている。注目すべき例はOnePlusで、主要なリリースデバイスの約6ヶ月後に、アップグレードされた仕様のTシリーズデバイスをリリースすることで知られている。ソニーモバイルもXperia Zシリーズのスマートフォンで同様の戦術を採用していた。

### 人為的耐久性
人為的耐久性とは、市場に投入する前に製品の寿命を短縮する戦略で、すぐに劣化するように設計するものである。あらゆる個人用製品の設計には、開発のあらゆる段階で予想される平均寿命が浸透している。したがって、複雑な製品の設計の初期段階で、各コンポーネントがその仕様に合わせて製造できるように、製品がどのくらいの期間もつべきかを決定する必要がある。自然劣化のため、どのような手段を講じても、ほとんどの製品は最終的には壊れてしまう。寿命が限られているのは、その限界が人為的に短く設定されている場合にのみ、計画的陳腐化の兆候である。
人為的耐久性の戦略は一般的に法律で禁止されておらず、メーカーは自社製品の耐久性レベルを自由に設定できる。計画的陳腐化と見なされることが多いが、反顧客的慣行の独自の分野だと主張されることもよくある。
製品の耐久性を制限する方法としては、重要な部分に劣悪な材料を使用したり、過度の摩耗を引き起こすようなサブオプティマルなコンポーネントレイアウトを使用したりすることが考えられる。ネジに軟らかい金属を使用したり、応力を受ける部品に金属の代わりに安価なプラスチックを使用したりすると、通常の使用で製品が動作不能になるスピードが上がり、わずかな異常使用でも故障しやすくなる。例えば、玩具の小さくて脆いプラスチック製の歯車は、乱暴に扱うと非常に損傷しやすく、玩具の重要な機能を簡単に破壊し、交換品の購入を余儀なくされる可能性がある。スマートフォンやその他の携帯電子機器の短い寿命は、絶え間ない使用、壊れやすいバッテリー、簡単に損傷する可能性が原因である。

#### スクリーン
サムスンの携帯電話で使用されているAMOLEDディスプレイは、時間の経過とともに劣化するサブオプティマルなリボンケーブルを使用しており、その結果、画面が完全に白くなってしまう。もう1つの故障点は、劣化したTFT層で、ディスプレイに緑色または紫色の線が表示されるようになる。どちらの問題もソフトウェアアップデートによって引き起こされる可能性がある。これらの問題により、デバイスが使用できなくなり、ユーザーは必要以上に早くディスプレイを修理または交換したり、新しいデバイスにアップグレードしたりする必要がある。これらの問題は、サムスン自身のGalaxy S20シリーズの携帯電話のおかげで、一般に広く知られている。

#### バッテリー
通常の使用では、バッテリーはエネルギーを蓄える能力、電力を出力する能力、安定した端子電圧を維持する能力が失われ、それによってポータブル電子機器のコンピューティング速度が低下し、最終的にはシステム停止につながる。
携帯電話、ノートパソコン、電動歯ブラシなど、ポストPC時代で非常に重要視されているポータブル製品の中には、バッテリーが消耗した後にエンドユーザーがバッテリーを交換できないように設計されているものがある。そのため、老朽化したバッテリーがデバイス内に閉じ込められ、製品の寿命が最も短い部品に制限されてしまう。
このような設計はデバイスを薄くすることができるが、デバイス全体を修理に出したり、新しいデバイスを購入したりしない限り、バッテリーを交換するのが難しくなる。裏蓋が密閉されているデバイスでは、手動でバッテリーを交換すると、防水シールの損傷による防水性の喪失など、永久的な損傷を引き起こす可能性がある。また、デリケートな部品の近くで強力な接着剤からバッテリーを無理に取り外す必要があるため、端末のメインボードに深刻な、場合によっては修復不可能な損傷を与えるリスクもある。中にはバッテリー端子がメインボードで覆われているため、端子を外す前にメインボードを危険なほど完全に取り外さなければならないデバイスもある。
携帯電話の設計におけるこの慣行は、アップルのiPhoneから始まり、現在ではほとんどの他の携帯電話にも広がっている。2022年現在、例外はフェアフォンとシフトフォンの製品のみである。以前の携帯電話（防水タイプも含む）は、ユーザーがバッテリー交換のために開けられる背面カバーを備えていた。2022年12月9日、EU議会は、2026年から、EUで販売される（主に濡れた状態で使用されない）すべての電化製品について、消費者が自分でバッテリーを簡単に取り外して交換できるように設計することをメーカーに義務付けることで合意に達した。

### 修理の防止
このような設計の究極の例は、使い捨てカメラのように、従来は耐久消費財だったものを使い捨て版にしたものである。顧客は一度使っただけで新しい製品を丸ごと購入しなければならない。このような製品は、多くの場合、修理不可能なように設計されている。例えば、安価な使い捨てデジタル腕時計は、工場で密閉されたケースを持ち、時計を完全に破壊せずにユーザーが内部にアクセスする能力が設計上ない。メーカーは交換部品を入手できないようにしたり、非常に高価にして製品の修理が割に合わないようにしたりすることがある。例えば、キヤノンと一部のHPインクジェットプリンターは、最終的に故障する交換可能なプリントヘッドを組み込んでいる。しかし、交換コストが高いため、オーナーは機器全体を廃棄せざるを得ない。

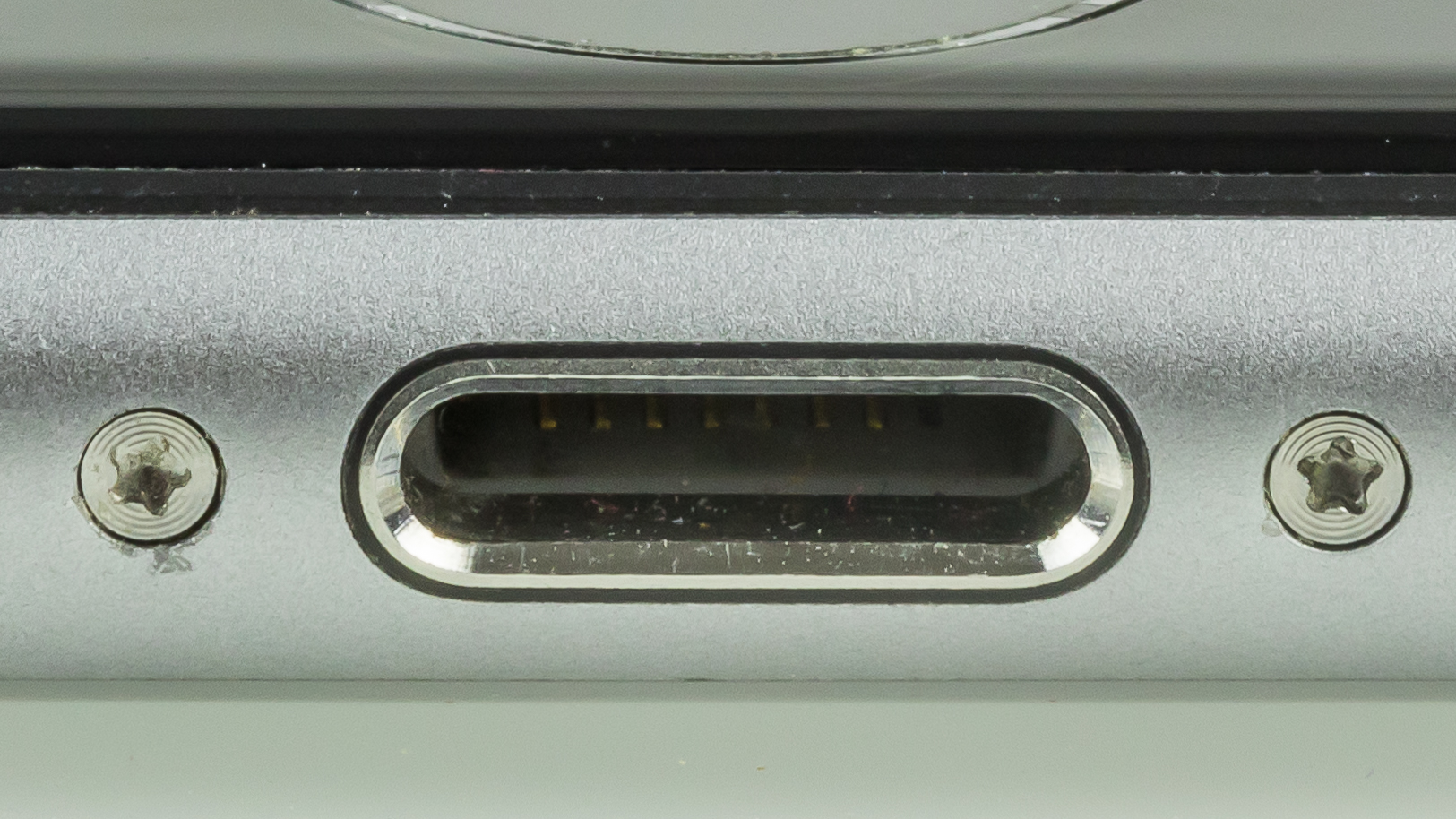
iPhone 6Sで使用されているペンタローブネジ。批評家は、Appleが新しいデバイスでペンタローブネジを使用しているのは、所有者がデバイスを自分で修理することを防ぐためだと主張している。

他の製品にも、修理を妨げるための設計上の特徴が含まれている可能性がある。例えば、Appleの一般的な個人用工具では簡単に取り外せない「タンパー耐性」のペンタローブネジ、過剰な接着剤の使用、交換用ホームボタンなどのサードパーティ製部品が検出された場合の動作の拒否などである。
フロントローディング式の洗濯機では、ドラムのベアリング（重要で摩耗しやすい機械部品）が洗濯槽に永久的に成形されていたり、外槽が密閉されていたりして、槽全体を交換しないとベアリングを交換できないことがよくある。この修理費用は家電の残存価値を上回る可能性があり、廃棄せざるを得なくなる。
オンライン修理コミュニティiFixitの共同設立者カイル・ウィーンズによると、このような設計の狙いは、修理のコストを交換コストと同等にするか、製品の修理を完全に不可能にすることである。2012年、東芝は著作権で保護された修理マニュアルをホストしていたウェブサイトの所有者に差止命令を発行し、独立系および家庭用修理市場に不利益を与えたとして批判された。
ある方法は、店舗が自分たちが販売している製品と互換性のない部品を販売することである。そうすれば、顧客はそれを試して、自分の製品が壊れただけだと思い、新しい製品を丸ごと買うことになる。一例を挙げると、シーリングファンのプルチェーンがホーム・デポやロウズで販売されているが、自店で販売しているものを含め、ほとんどのシーリングファンでは完全に機能しない。彼らが販売しているプルチェーンは、3速モーターと単一コンデンサを持つシーリングファン用のものだが、それは今日販売されているシーリングファンではほとんど見られず、トリプルコンデンサのシーリングファンでは中速でうまく動作せず、デュアルコンデンサのシーリングファンでは全く回転しなくなる。

### 体系的陳腐化
計画的な体系的陳腐化は、投資の撤回、または元の製品の継続使用を困難にするような方法でそれが使用されているシステムが継続的に発展することによって製品が陳腐化することによって引き起こされる。計画的な体系的陳腐化の一般的な例には、既存のツールでは簡単に操作できないようにネジや留め具の設計を変更し、メンテナンスを妨げることなどがある。これは意図的に設計された陳腐化、投資の撤回、または標準の更新や置き換えである可能性がある。例えば、シリアルポート、パラレルポート、PS/2ポートは、2000年代以降、新しいPCマザーボードではUSBに大部分が取って代わられたり奪われたりしている。

### プログラムされた陳腐化
場合によっては、通知と機能する製品の意図的な人為的な無効化とを組み合わせて、製品が動作しないようにし、買い手に代替品の購入を強いることがある。例えば、インクジェットプリンタのメーカーは、インクカートリッジにスマートチップを採用し、一定の閾値（印刷枚数、時間など）を超えるとカートリッジが使用できないようにしている。カートリッジにはまだ使用可能なインクが残っていたり、再充填できたりする場合でも、である（トナーカートリッジの場合、トナーカートリッジの最大50％がまだ満タンの状態であることが多い）。これは機能低下に寄与するランダムな要素がないため、「プログラムされた陳腐化」を構成する。
Jackie Blennis対HPの集団訴訟では、ヒューレット・パッカードが特定のインクジェットプリンターとカートリッジを、非公開の有効期限に達すると停止するように設計しており、この時点で顧客は期限切れのカートリッジに残っているインクを使用できなくなると主張された。HPはこれらの主張を否定したが、特定のメッセージの使用を中止し、ウェブサイトとパッケージの開示内容を変更すること、および影響を受けた顧客に最大500万ドルまでのクレジットを将来のHP製品購入に使用できるようにすることで合意した。
サムスンは、イメージングドラムの交換に関するメッセージとともに動作を停止するように設計されたレーザープリンターを製造している。ユーザーには回避策があり、例えば、イメージングドラムの交換メッセージで停止したプリンターの寿命を2倍以上に延ばすことができる。
2021年、キヤノンは、インクカートリッジのインクがなくなると、キヤノンPixma MG6320複合機プリンターのスキャン機能を無効にした。集団訴訟が提起された。

#### ソフトウェアの劣化とロックアウト
プログラムされた陳腐化のもう1つの例は、技術的には意図したとおりに動作し続けることができるにもかかわらず、経済的にはできないため、意図的に古いバージョンのソフトウェア（例：Adobe Flash PlayerやYouTubeのAndroidアプリケーション）を利用不可能にすることである。
古いバージョンのソフトウェアにパッチが適用されていないセキュリティ上の脆弱性が含まれている場合、バンキングや決済のアプリなどでは、古いバージョンでのマルウェアの拡散を防ぐために、意図的なロックアウトがリスクベースの対応策となる可能性がある。ソフトウェアの元のベンダーが既に事業を行っていない場合、Webブラウザがプラグインを無効にする場合のように、別のソフトウェア作者によって無効化が行われることがある。それ以外の場合、ソフトウェアエコシステムを所有するベンダーは、ユーザーのプライバシーを保護するための個人データの処理など、主要なポリシーや規制に準拠していないアプリを無効にする可能性がある。ただし、他のケースでは、「セキュリティ上の理由」が不安をあおるために使用される可能性を排除するものではない。
これは、適切なハードウェアを備えているにもかかわらず、カスタムファームウェアなどの変更を加えないと最新のアップデートをサポートできないデバイスがあるため、ユーザーにとって問題になる可能性がある。
さらに、新しいバージョンへのアップデートでは、機能の削除や強制的な変更、下位互換性の欠如など、望ましくない副作用が導入された可能性があり、ユーザーにとっては望まれず、望ましくないものかもしれない。
ソフトウェア企業は、時として意図的に古い技術のサポートを打ち切り、陳腐化した製品を置き換える新製品の購入をユーザーに強要しようとする。ほとんどのプロプライエタリソフトウェアは、最終的に保守終了の時点に達し、サプライヤーがアップデートとサポートを打ち切る。通常、これは古いバージョンから生み出される収益を上回るコードメンテナンス、テスト、サポートのコストが理由である。自由ソフトウェアとオープンソースソフトウェアは通常、低コストでアップデートとメンテナンスが可能なため、保守終了の日付は後になる可能性がある。メーカーサポートに関してメーカーに放棄されたソフトウェアは、アバンダンウェアと呼ばれることがある。

### 法的陳腐化
法的陳腐化とは、法律によって製品の使用性を損なうこと、および新製品の購入を促進するために利益を提供することを指す。例えば、電気自動車の所有を増やしたい政府は、電気自動車に補助金を出すことで、車の買い替え率を高めることができる。ロンドン、ベルリン、パリ、アントワープ、ブリュッセルなどいくつかの都市では、古いディーゼル車を禁止する低排出ガスゾーン（LEZ）を導入している。

## 法律と規制
2015年、フランス国民議会は、製品の故障を計画しているメーカーに対し、最高30万ユーロの罰金と最高2年の禁固刑を設けた。この規則は、設定した制裁だけでなく、立法府が初めて計画的陳腐化の存在を認めたという点でも重要である。これらの技術には、「欠陥、弱点、計画的な停止、技術的な制限、修理の非互換性やその他の障害の意図的な導入」が含まれる可能性がある。
欧州連合（EU）もこの慣行に取り組んでいる。EUの諮問機関である欧州経済社会評議会（EESC）は2013年、「計画的陳腐化の全面的な禁止」を検討していると発表した。購入後2〜3年で動作しなくなるように設計された製品を交換することは、エネルギーと資源の無駄であり、汚染を引き起こすと述べた。EESCは2014年にマドリードで「組み込み型の陳腐化と協調型消費の分野におけるベストプラクティス」と題した円卓会議を開催し、持続可能な消費をEU法の下での顧客の権利とするよう求めた。EESCの産業変革諮問委員会の会長カルロス・トリアス・ピントは、「デバイスの耐久性を示すラベル表示制度の導入を支持しており、これにより購入者は安価な製品を買うか、より高価で耐久性の高い製品を買うかを選択できるようになる」と述べている。
2015年、欧州連合全体で広がる計画的陳腐化に対する大きな動きの一環として、フランスは、家電メーカーと販売業者に製品の意図された耐用年数の申告を義務付け、特定の製品のスペアパーツがどのくらいの期間生産されるかを購入者に知らせるよう求める法律を可決した。2016年からは、家電メーカーは最初の購入日から2年以内に不良品を無料で修理または交換することが義務付けられた。これにより事実上、2年間の保証が義務化された。

## 批判者と支持者
買い替えサイクルの短縮には批判者と支持者がいる。フィリップ・コトラーは次のように主張している。「いわゆる計画的陳腐化の多くは、自由社会における競争力と技術力の働きであり、それらの力は絶えず改善される商品やサービスにつながる」。
ヴァンス・パッカードのような批判者は、このプロセスは無駄が多く、顧客を搾取していると主張している。心理的陳腐化では、顧客にとってそれほど価値のない、しばしば化粧的な変更を行うために資源が使い尽くされる。マイルズ・パークは、パーソナル用電子機器のような急速に変化する分野における陳腐化に挑戦するために、デザイナーと購入者の間の新しい協調的なアプローチを提唱している。ロニー・バルカンのような人々は、計画的陳腐化技術による製品の品質低下に対抗するために、新しいラベルを作ることを提案している。
環境法研究所は、計画的陳腐化は「『新しいものを頻繁に買う』という考え方を永続させ、製品に『自己破壊』ボタンを組み込むことで製品を長く保持する消費者の自律性を制限することにより、浪費の文化に貢献している」と述べている。ビショップら（2022年）は、この慣行は「消費者の利益と環境の持続可能性を犠牲にして私的利益を後押しするために製品の使用可能な寿命を制限している」と述べ、環境に対する企業犯罪とみなすべきだと主張している。

1970年代に執筆したラッセル・ジェイコビーは、知的生産が製造企業が製品に対する絶え間ない需要を生み出すために使用する計画的陳腐化と同じパターンに陥っていると指摘している。
計画的陳腐化を思想そのものに適用することは、消費財に適用することと同じメリットがある。新しいものは古いものよりも粗悪なだけでなく、絶えず新しいという錯覚を製造することで、時代遅れの社会システムがその置き換えを阻止するのに役立つ。